# Альфредо Дуальде Васкес
Альфредо Дуальде Васкес (ісп. Alfredo Duhalde; 30 червня 1898 — Сантьяго, Чилі — 10 квітня 1985) — чилійський політик.
Після смерті президента Хуана Антоніо Ріоса Моралеса був нетривалий час віце-президентом Чилі з 27 червня по 17 жовтня 1946, с коротким інтервалом з 3 по 13 серпня.
Займаючи посаду міністра внутрішніх справ при президенті Хуані Антоніо Ріосі, Дуальде 17 січня 1946 року де-факто очолив уряду, в зв'язку з серйозними проблемами зі здоров'ям президента. Ріос помер 27 червня, Дуальде як віцепрезидент керував Чилі до нових президентських виборів. Замінений протягом десяти днів на Вісенте Меріно Біліша. Дуальде пішов у відставку 17 жовтня 1946.